# Pelagia benovici
Pelagia benovici este o meduză din familia Pelagiidae, genul Pelagia, meduze denumite în mod obișnuit „înțepătoarele mov”. Deși se aseamănă cu Pelagia noctiluca, noua specie poate fi distinsă cu ușurință datorită coloritului galben. Mai multe exemplare din specia Pelagia benovici au fost descoperite în luna septembrie 2013 în golful Veneției de către pescari, descrierea științifică a speciei fiind realizată în 2014 Echipa care a descris noua specie a denumit-o "benovici" în onoarea profesorului  Adam Benovic.